# Olmiccia
Olmiccia (en cors Ulmiccia) és un municipi francès, situat a la regió de Còrsega, al departament de Còrsega del Sud. L'any 1999 tenia 82 habitants.

## Demografia
| 1962 | 1968 | 1975 | 1982 | 1990 | 1999 |
| ---- | ---- | ---- | ---- | ---- | ---- |
| 38   | 71   | 73   | 94   | 84   | 82   |

## Administració
| Període | Identitat     | Partit | Qualitat |  |
| ------- | ------------- | ------ | -------- |  |
| 2001    | Désiré Susini |        |          |  |